# Стоян Събев
Стоян Илиев Събев (Литооглу Стоян, Стоян Литов) е български революционер, участник в събранието на Оборище и в Априлското въстание (1876).
Син е на беден селянин, който му оставя малко земя. Грамотен. Прочува се като много работлив и як мъж, който не се плаши от нищо и най-малко от местните турци, които отбягват да се срещат с него и му дават прякора „Литооглу“ Стоян.
По разкази на стари хора Иван Арабаджията довежда в с. Красново Васил Левски и го запознава със Стоян Литов. Няма точна информация кога е станало това. Не са известни данни и за образуването на революционен комитет в селото по времето на Апостола, но се знае със сигурност, че след идването на апостолите от Гюргево в началото на 1876 г. в селото е сформиран такъв комитет и в него влизат Стоян Литов и поп Костадин. Другите членове не са известни, но вероятно не са били малко, тъй като двамата са избрани за техни представители на Оборищенското събрание. Поп Костадин обаче се разболява и за „Оборище“ заминава само Стоян Литов.
След събранието той се връща в Красново и съобщава за взетите решения. Комитетът се залавя с набавянето на оръжие и боеприпаси, Стоян е много активен. При известието, че въстанието е започнало, комитетът го обявява и в Красново и нарежда на всички селяни да натоварят на коли покъщнината и да се отправят към Копривщица, накъдето се насочват и въстаниците от околните села. Красново е запалено от черкезите от близкото село.
След разгрома на въстанието Стоян Литов успява да се укрие. Когато всичко утихва, той се прибира в разореното Красново. Доживява Освобождението и умира малко след това.